# Jim Luisi
James Anthony "Jim" Luisi (Harlem, Nueva York, 2 de noviembre de 1928-Los Ángeles, California, 7 de junio de 2902) fue un jugador de baloncesto y actor estadounidense que disputó una temporada en la NBA. Con 1,88 metros de estatura, jugaba en la posición de base. Como actor fue conocido primcipalmente por su papel del teniente Chapman en la serie The Rockford Files, y por haber ganado un Emmy por su papel de George Washington en la miniserie First Ladies Diaries: Martha Washington.

## Trayectoria deportiva

### Universidad
Jugó durante su etapa universitaria en los Terriers del St. Francis College, siendo el único jugador salido de esa institución en llagar a jugar en la NBA.

### Profesional
Fue elegido en la quincuagésimo tercera posición del Draft de la NBA de 1951 por Boston Celtics, pero no fue hasta 1953 cuando fichó por los Baltimore Bullets, con los que disputó una temporada, en la que promedió 2,9 puntos y 1,1 asistencias por partido.
Al año siguiente fue traspasado, junto con Max Zaslofsky y Roy Belliveau a los New York Knicks a cambio de Jim Baechtold y Jim Ligos, pero no llegó a debutar con el equipo neoyorquino.

## Estadísticas de su carrera en la NBA

### Temporada regular
| Temporada | Edad | Equipo            | Liga | Pos. | P  | TIT | MIN  | TC  | TCA | %TC  | 3P | 3PA | %3P | TL  | TLA | %TL  | R.OF. | R.DEF. | REB | ASIS | ROB | TAP | PER | FP  | PTS |
| 1953-54   | 25   | Baltimore Bullets | NBA  | PG   | 31 |     | 11.8 | 1.0 | 3.1 | .326 |    |     |     | 0.9 | 1.3 | .659 |       |        | 0.8 | 1.1  |     |     |     | 1.5 | 2.9 |
| Total     |      |                   | NBA  |      | 31 |     | 11.8 | 1.0 | 3.1 | .326 |    |     |     | 0.9 | 1.3 | .659 |       |        | 0.8 | 1.1  |     |     |     | 1.5 | 2.9 |

## Flimografía
| Cine       | Cine                         | Cine                      | Cine                                               |
| Año        | Película                     | Papel                     | Notas                                              |
| ---------- | ---------------------------- | ------------------------- | -------------------------------------------------- |
| 1967       | The Tiger Makes Out          | Pete Copolla              |                                                    |
| 1972       | Ben                          | Ed                        |                                                    |
| 1974       | The Take                     | Benedetto                 |                                                    |
| 1977       | Stunts                       | Alvin Blake               | Título alternativo: Who Is Killing the Stuntmen?   |
| 1978       | Moment by Moment             | Dan Santini               |                                                    |
| 1980       | Fade to Black                | Capt. M.L. Gallagher      |                                                    |
| 1983       | China Lake                   | Watch Commander           |                                                    |
| 1986       | Murphy's Law                 | Ed Reineke                |                                                    |
| 1987       | The Hidden                   | Ferrari Salesman          |                                                    |
| 1988       | Feds                         | Sperry                    |                                                    |
| 1989       | Lethal Woman                 | Colonel Maxim             | Título alternativo: The Most Dangerous Woman Alive |
| 1999       | Wanted                       | Vincent Argento           |                                                    |
| Televisión |                              |                           |                                                    |
| Año        | Película                     | Papel                     | Notas                                              |
| 1962       | The Rifleman                 | Chuley Carr               | 1 episodio                                         |
| 1963–1964  | Bonanza                      | Willard                   | 2 episodios                                        |
| 1964       | The Reporter                 | Joe                       | 1 episodio                                         |
| 1971       | The Interns                  | Nick                      | 1 episodio                                         |
| 1972       | Cannon                       | Sonny                     | 1 episodio                                         |
| 1974       | Ironside                     | Mike Purcell              | 1 episodio                                         |
| 1974       | Mannix                       | John Larkin               | 1 episodio                                         |
| 1974       | The Streets of San Francisco | Lloyd Davies              | 1 episode                                          |
| 1975       | S.W.A.T                      | Phil Garland              | 1 episodio                                         |
| 1976       | Starsky and Hutch            | Carl Boyce                | 1 episodio                                         |
| 1976       | The Mary Tyler Moore Show    | Doug                      | 1 episodio                                         |
| 1976       | The Rockford Files           | Lieutenant Chapman        | Temporadas 3 a 6                                   |
| 1976       | Good Heavens                 | Bart Matson               | 1 episodio                                         |
| 1978       | Wonder Woman                 | George                    | 1 episodio                                         |
| 1978       | La isla de la fantasía       | Arbogast                  | 1 episodio                                         |
| 1979       | Quincy M.E.                  | Marine Col. Charles Casey | 1 episodio                                         |
| 1979       | Buck Rogers en el siglo XXV  | Hood                      | 1 episodio                                         |
| 1980       | CHiPs                        | Lazarri                   | 1 episodio                                         |
| 1980       | Here's Boomer                | Combs                     | 1 episodio                                         |
| 1982       | Beyond Witch Mountain        | Foreman                   | Película para televisión                           |
| 1984       | Riptide                      | Uptown Bill Brown         | 1 episodio                                         |
| 1984       | The A-Team                   | Jimmy Durkee              | 1 episodio                                         |
| 1985       | Finder of Lost Loves         | Jordan Hollis             | 1 episodio                                         |
| 1985       | Knight Rider                 | D.G. Grebs                | 1 episode                                          |
| 1985       | The Fall Guy                 | Brazzi                    | 1 episodio                                         |
| 1987       | Magnum, P.I.                 | John Walter Costa         | 1 episodio                                         |
| 1987       | Knots Landing                | Lieutenant Gilbert Garcia | 4 episodios                                        |
| 1987–1988  | Santa Barbara                | Ben Clark                 | 11 episodios                                       |
| 1988       | It's a Living                | Roscoe                    | 1 episodio                                         |
| 1989       | The Hogan Family             | Leopold                   | 3 episodios                                        |
| 1992       | Tequila and Bonetti          | Harry Dirday              | 1 episodio                                         |
| 1996       | Baywatch Nights              | Murray                    | 1 episodio                                         |